# Hürth
Hürth este un oraș din landul Renania de Nord-Westfalia, Germania.

## Personalități
- Michael Schumacher (n. 1969), pilot, multiplu campion de Formula 1

1. ↑   http://www.huerth.de/vv/oe/dezernat1/dezernat_1.php#tab-infos Lipsește sau este vid: |title= (ajutor)
2. ↑   http://huerth.de/rathaus/aktuelles/presse/2015-09-14_dirk_breuer.php Lipsește sau este vid: |title= (ajutor)
3. ↑  Alle politisch selbständigen Gemeinden mit ausgewählten Merkmalen am 31.12.2018 (4. Quartal) (în germană), Statistisches Bundesamt[*], arhivat din original la 10 martie 2019, accesat în 10 martie 2019